# Guido Acklin
Guido Acklin (n. 21 noiembrie 1969, Herznach⁠(d), Herznach-Ueken⁠(d), cantonul Aargau, Elveția) este un bober ce a reprezentat Elveția, medaliat olimpic. A participat la trei ediții ale Jocurilor Olimpice (1994, 1998, 2002) în care a câștigat o medalie de argint.

## Participări
Lista de mai jos prezintă principalele competiții la care a participat Guido Acklin de-a lungul carierei.
- Bobsleigh under Vinter-OL 1994[*]